# Oreochromis urolepis
 Oreochromis urolepis es una especie de peces de la familia Cichlidae en el orden de los Perciformes.

## Subespecies
- Oreochromis urolepis hornorum (Trewavas, 1966
- Oreochromis urolepis urolepis (Norman, 1922